# Iridodiàlisi
La iridodiàlisi, de vegades coneguda com a corediàlisi, és una separació localitzada o arrencament de l'iris de la seva unió amb el cos ciliar.